# James Carroll (Politiker, 1913)
James Carroll (* 1913; † 30. Juli 1973) war ein irischer Politiker.
James Carroll wurde 1957 im Wahlkreis Dublin South-West als Unabhängiger in den 16. Dáil Éireann gewählt. Nach einer erfolgreichen Wiederwahl 1961 konnte er sein Mandat bei den Wahlen 1965 jedoch nicht verteidigen.
Von 1957 bis 1958 bekleidete Carroll, der Mitglied im Stadtrat von Dublin war, das Amt des Oberbürgermeisters der Stadt (Lord Mayor of Dublin).